# Aulospongus novaecaledoniensis
Aulospongus novaecaledoniensis är en svampdjursart som beskrevs av Hooper, Lehnert och Zea 1999. Aulospongus novaecaledoniensis ingår i släktet Aulospongus och familjen Raspailiidae.
Artens utbredningsområde är havet kring Nya Kaledonien. Inga underarter finns listade i Catalogue of Life.